# Страти, Лесли
Лесли Энн Страти (урожд. Кук; 24 сентября 1955 — 14 января 2012) была старшим государственным служащим Великобритании. Лесли Энн Кук родилась в Странраере, Шотландия, в 1955 году. В 1974 году она вышла замуж за Дэвида Страти (пара развелась в 1996 году). У них было двое детей: сын (который умер раньше своих родителей) и дочь. Лесли Страти получила образование в Академии Странраер и начала свою карьеру на государственной службе в 16 лет в тогдашнем Департаменте здравоохранения и социального обеспечения Шотландии, а затем переехала в Лондон в 1984 году.
В 2003 году она была назначена главным операционным директором Jobcentre Plus и сменила Дэвида Андерсона на посту исполняющего обязанности исполнительного директора 16 мая 2005 года, позже 13 октября была утверждена; это назначение также сделало ее вторым постоянным секретарем Департамента труда и пенсий.
В ноябре 2008 года она была назначена Главным исполнительным директором и Постоянным секретарем налогового и таможенного департамента (HMRC), сменив Дейва Хартнетта на посту исполняющего обязанности Генерального директора и Председателя после отставки Пола Грея.
По указанию министров она сократила штат сотрудников HMRC (англ. Управление по налогам и таможенным сборам Ее Величества (HMRC) на тысячу человек и закрыла сотни налоговых органов, что привело к жалобам на то, что это привело к ухудшению обслуживания налогоплательщиков. Были опубликованы многочисленные критические отчеты Парламентского комитета по общественным счетам. В результате жалоб на HMRC, в основном по поводу высокого уровня ошибок, 10 июня 2010 года Страти появилась в ведущей потребительской программе BBC One «Контроль».

## Болезнь и смерть
9 ноября 2011 года Страти покинула пост главного исполнительного директора HMRC, чтобы сконцентрироваться на своей борьбе, как оказалось, с неизлечимым раком.
Она умерла 14 января 2012 года в возрасте 56 лет.

## Награды
12 июня 2010 года она была назначена дамой-командиром ордена Бани (DCB) в честь Дня рождения 2010 года.